# Línea 464 (Buenos Aires)
La línea 464 de colectivos es una línea de transporte automotor urbano que sirve en el Gran Buenos Aires. Realiza el trayecto Estación Morón - Estación Rubén Darío - Barrio San Damián. Es operada por Empresa Del Oeste S.A.T.
Tiene una flota de aproximadamente 25 coches.